# 小行星3795
小行星3795（英語：3795 Nigel）是一颗围绕太阳公转的小行星。1986年4月8日，埃莉諾·赫琳在帕洛马山发现了此天体。
这颗小行星的绝对星等为197.18019等。